# Poliana leucomelas
Poliana leucomelas är en fjärilsart som beskrevs av Rothschild och Jordan 1915. Poliana leucomelas ingår i släktet Poliana och familjen svärmare. Inga underarter finns listade i Catalogue of Life.

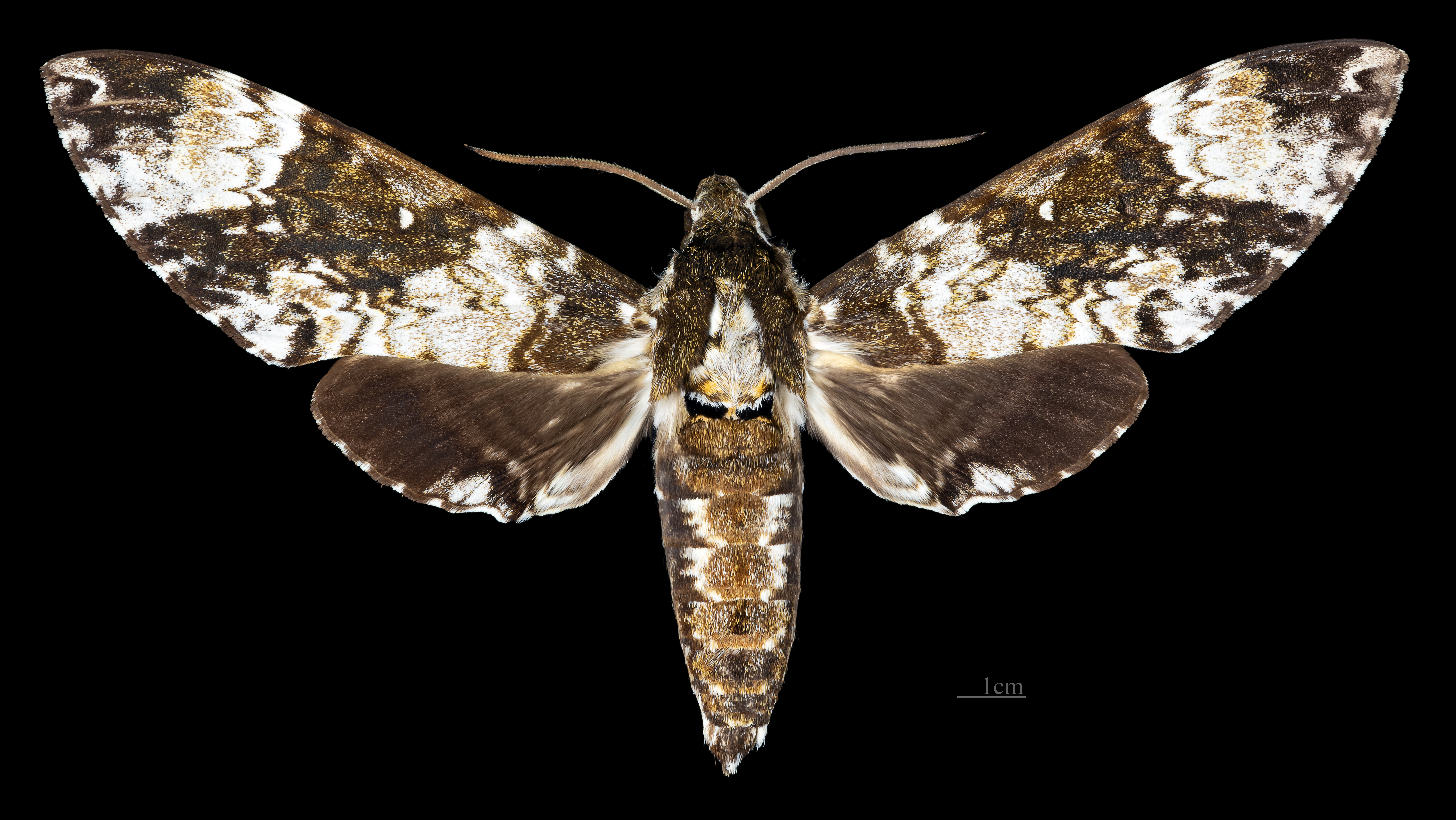
Poliana leucomelas ♀
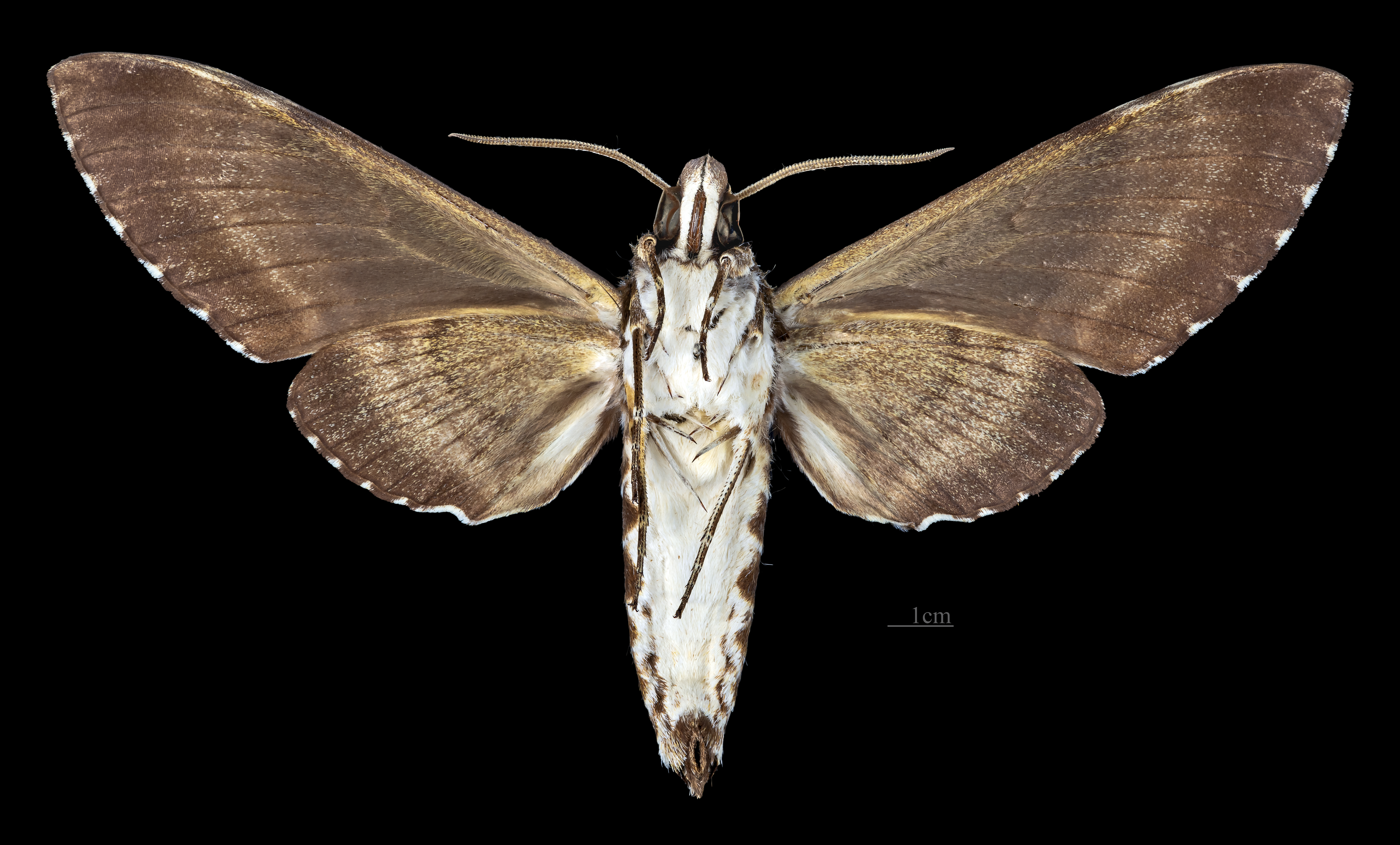
Poliana leucomelas  ♀ △